# Corrado di Scheiern
Corrado di Scheiern (XI secolo – prima del 1131) è stato un nobile italiano, fu margravio di Toscana durante il secondo decennio del XII secolo.
Le origini di Corrado sono incerte. Il luogo, la data di nascita e l'appartenenza familiare non sono stati identificati con certezza. Una donazione effettuata da Corrado al monastero di Sant’Ulrico e Afra di Augusta, riguardante terre situate in Baviera, ha fatto ipotizzare un'origine bavarese. Alcuni studiosi lo ritengono forse discendente della casata dei conti di Scheyern, imparentati con i conti palatini e futuri duchi di Baviera. Altri suggeriscono un'origine ministeriale: una glossa dorsale a un diploma di Corrado III attesterebbe la sua appartenenza a una famiglia di ministeriali provenienti da Weilach, presso Schrobenhausen, in Alta Baviera.

## Nomina a marchese di Toscana
Corrado fu nominato marchese di Toscana in un periodo di grave instabilità. La morte della contessa Matilde di Canossa (1115) aveva lasciato la regione priva di un'autorità centrale riconosciuta e capace di mediare i conflitti tra nobiltà locale, città emergenti e Chiesa. Il suo immediato predecessore, il marchese Rapoto, aveva avuto un ruolo marginale. Le motivazioni che spinsero l’imperatore Enrico V a nominare Corrado restano oscure: non risulta avesse esperienza amministrativa né particolare familiarità con la realtà politica della Toscana.

## Governo
Corrado giunse in Toscana intorno al 1120, trovandosi immediatamente a dover gestire un momento politico complesso e violento. Non disponeva di mezzi finanziari né di un potere personale sufficiente per imporsi come arbitro tra le fazioni in lotta. Fu costretto a prendere parte attiva ai conflitti locali, tra cui le dispute tra le famiglie Alberti e Guidi per il controllo di Pontormo, all'interno di una più ampia rivalità tra Lucca e Firenze. In questa occasione, Corrado assediò il castello insieme al conte Guido Guerra e con l’appoggio di Lucca, concedendo a quest’ultima alcuni privilegi, forse contro la propria volontà e a scapito di Pisa.
Per quel che riguarda le investiture, Corrado fu coinvolto anche nei contrasti tra i papi rivali. Si recò a Sutri con il nipote Federico, presumibilmente per sostenere Gregorio VIII, antipapa imperiale, ma non fu in grado di impedirne la cattura da parte delle truppe di Callisto II. Nel 1121, Corrado entrò nuovamente in conflitto con gli Alberti nella zona di Passignano (Val di Pesa), ma senza riuscire a rafforzare la propria autorità su Firenze. Non risulta, infatti, che abbia avuto un ruolo nella guerra tra Firenze e Fiesole (1123–1126), conclusasi con la vittoria fiorentina. Corrado fu invece attivo in Romagna, dove nel 1121 ricevette formalmente il titolo di duca di Ravenna, come si evince da un documento che lo definisce "Ravennatum dux et Tuscie preses et marchio". Tuttavia, tale titolo non pare aver avuto effetti duraturi o concreti.
Negli anni successivi, Corrado si mantenne fedele a Lucca, partecipando nel 1128 a una lega formata con Siena contro Pisa e conquistando il castello di Bolgheri, possedimento della famiglia Della Gherardesca.

## Declino e morte
Dopo la morte dell’imperatore Enrico V nel 1125, Corrado si trovò al margine dei nuovi equilibri generati dallo scontro tra Lotario di Supplimburgo, sostenuto dai Guelfi, e l'antiré svevo Corrado di Hohenstaufen, appoggiato dagli imperiali. Le fonti non chiariscono quale delle due fazioni Corrado di Toscana abbia sostenuto.
Nel 1131 risulta già deceduto. Non si conoscono né il luogo né la data esatta della morte.